# Кафана Два сокола
Кафана „Два сокола” подигнута је у Београду 1848. године, угао Косовске, Нушићеве и Дечанске улице.

## Историјат
У списку кафана из 1860. године, помиње се као „мејана” Андреје Ђорђевића, коју сам води, да је од слабог материјала и на раскршћу више сокака. Једна је од најстаријих кафана у Београду, која је у међуратном периоду важила за пристојан ресторан. Срушена је током Другог светског рата ради проширења уличног коловоза.
После Ђорђевића, власници су Филип Благојевић (1872), Тинка Ђурић (1918) Тодор Тодоровић (1921) и Тодор Симић (1933).

## Занимљивости
Кафана „Два сокола”, била је цењена по доброј гибаници и пиву, а на ручак су долазили занатлије и службеници. Удружење молерско-фарбарских мајстора, 1922. године усваја овај простор као своје седиште. Била је и место окупљања ђака, „ђачки кружок” који се бавио социјалним питањима.